# 三旦八
三旦八是元朝末年至正年间的官员，曾参加了亦思巴奚兵乱。他原任江浙行省平章政事，官至行宣政院使。
后来三旦八奉命前往江西饶州镇压反元武装，因贪于搜刮财物而久战无功，就妄称調職，率兵往福建。到福建后被福建廉访佥事（俗稱“憲司”）般若帖木兒弹劾，而被禁錮在兴化路（另一说为寓居兴化路）。
1356年与原兴化路总管安童联手招募乡勇，并在1359年响应福建行省平章政事普化帖木儿的号召参与了對「憲司」般若帖木兒的戰鬥，史稱「省宪构兵」，三旦八与亦思巴奚军的赛甫丁联兵北上进攻福州的般若帖木儿，并攻克福州。
同年因为兴化方面与亦思巴奚军发生冲突，亦思巴奚军的阿迷里丁发兵进攻兴化，三旦八从福州南下到兴化劝解阿迷里丁，最终没能说服对方退兵。阿迷里丁俘获了三旦八，在攻克兴化路首府莆田城之后将三旦八押往泉州。